# Green New Deal
Green New Deal is een set aan maatregelen waarbij milieuvriendelijke initiatieven economisch gestimuleerd worden. De naam refereert aan de New Deal uit de jaren 1930. Onder de noemer Green New Deal werden tijdens de economische crisis van 2008 verschillende programma's voorgesteld. In de jongste jaren wordt de term vooral gebruikt voor initiatieven voor het bestrijden van de opwarming van de Aarde.

## Initiatieven

### Europese Unie
Op 11 december 2019 stelde de Europese Commissie haar European Green Deal voor met als belangrijkste doelstelling een klimaatneutrale economie te bereiken tegen 2050. Tegen 2030 beoogt men een daling van de kooldioxide-uitstoot van 50 %. Commissie-vicevoorzitter Frans Timmermans werd aangesteld als verantwoordelijke commissaris voor het plan.

### België
In België werkt het Brussels Gewest in samenwerking met het VN-Milieuprogramma aan een pilootproject voor een circulaire economie. De Vlaamse overheid lanceerde het platform “Vlaanderen circulair”, een partnerschap van overheden, bedrijven, middenveld en kenniswereld, maar toonde zich teleurgesteld over de toelagen uit het Europese Transitiefonds.

### Nederland
Op 3 oktober 2011 presenteerde het Nederlandse kabinet-Rutte een Green Deal. Dit kwam neer op een overeenkomst van minister Maxime Verhagen (Economische Zaken) met onder andere de energiesector. Het akkoord werd in de pers gunstig onthaald, maar door Greenpeace bekritiseerd.

### Verenigd Koninkrijk
Op 21 juli 2008 presenteerde de Britse denktank New Economics Foundation (NEF) het rapport A Green New Deal, dat in 2019 werd herzien. In 2019 publiceerde Ann Pettifor haar standaardwerk The Case for the Green New Deal.

### Verenigde Staten

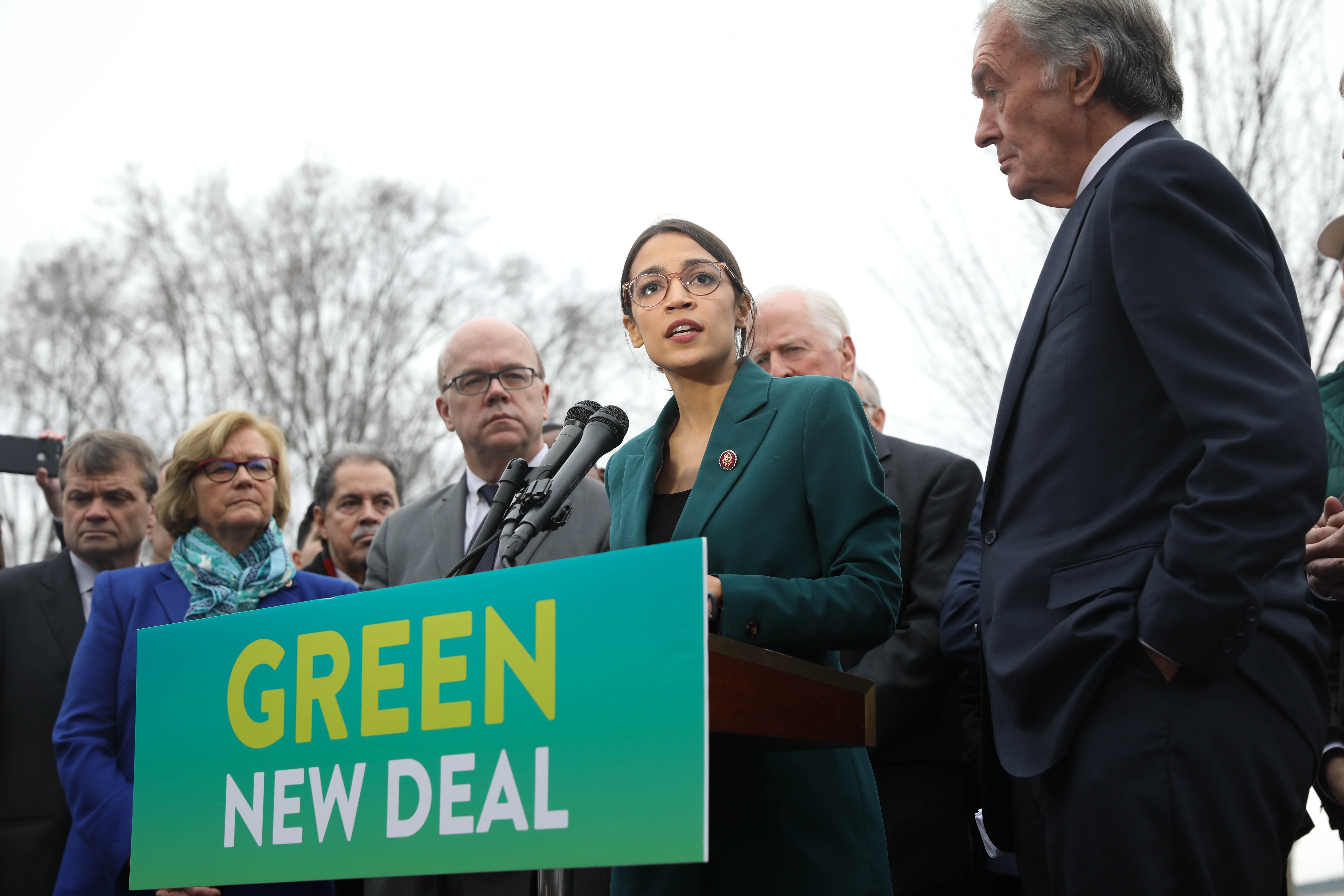
Alexandria Ocasio-Cortez bepleit een Green New Deal (februari 2019).

Het in oktober 2018 verkozen Amerikaans Congreslid Alexandria Ocasio-Cortez is pleitbezorger voor een Green New Deal, een grootschalig overheidsprogramma om economische vooruitgang en milieu- en klimaatbescherming te bevorderen door te investeren in energietransitie en milieuvriendelijke infrastructuurprojecten. In februari 2019 heeft Alexandria Ocasio-Cortez vervolg gegeven aan dit speerpunt van haar verkiezingscampagne en met 67 co-sponsoren een resolutie ingediend in het Congres. De resolutie bevatte initiatieven en doelstellingen voor de overheid om (1) zich meer in te zetten om burgers te beschermen tegen schade en onrecht ontstaan door industrie met schadelijke of belastende effecten op het milieu; en (2) middels investeringen van publiek geld werkgelegenheid te creëren en de energietransitie te bespoedigen. Het plan genoot veel bijval in milieukringen, maar werd door conservatieve critici afgedaan als “campussocialisme”. Investeerders uit Wall Street zouden welwillend tegenover het idee staan, mocht de regering initiatieven in deze zin nemen.

### Internationaal
Het United Nations Environment Programme presenteerde op 22 oktober 2008 het initiatief Green Economy, dat ook bekendstaat als Global Green New Deal (GGND).